# Journal of Political Economy
De Journal of Political Economy is een wetenschappelijk tijdschrift dat wordt samengesteld door economen die verbonden zijn aan de Universiteit van Chicago. Het tijdschrift wordt om de twee maanden gepubliceerd door de Universiteit of Chicago Press. Het tijdschrift publiceert zowel artikelen op het gebied van de theoretische economie als over empirisch economische onderwerpen.
De Journal of Political Economy verschijnt sinds 1892 en wordt gezien als een van de meest prestigieuze tijdschriften in de economische wetenschap.

## Voetnoten
1. ↑  IDEAS/RePEc h-index for Journals. Gearchiveerd op 5 juni 2023.